# Dong Zhuo
Dong Zhuo (Lintao, ... – 22 maggio 192) fu il consigliere dell'imperatore cinese Ling Han; dopo la morte di questi prese il potere e proclamò la tirannia, grazie all'aiuto della sua guardia del corpo Lü Bu. Per porre fine al suo dominio un esercito di guerrieri attaccò la capitale e, durante la battaglia della Porta Hu Lao, Dong Zhuo venne ucciso dalla sua stessa guardia del corpo Lü Bu.

## Biografia
Dong Zhuo (董卓) nacque a Lintao, nella comanderia di Longxi, probabilmente poco dopo il 140. Si diceva che fosse un giovane cavalleresco fisicamente forte e che eccellesse nel tiro con l'arco a cavallo fin dalla tenera età. Viaggiò nella regione di Qiang e strinse amicizia con molti uomini valorosi.
Divenuto adulto, fece ritorno nel paese natale e iniziò a coltivare in campagna, dove scoprì casualmente una lama con un'oscura iscrizione sbiadita, che recitava "taglia i re come se tagliasse il legno". Portando la sciabola allo studioso Cai Yong, apprese da quest'ultimo che si trattava della spada del Re egemone dei Chu Occidentali, Xiang Yu.
Intorno al 165, Dong Zhuo divenne un membro del corpo della Foresta Piumata nella capitale e nel 166 prestò servizio durante la campagna settentrionale di Zhang Huan per sopprimere una rivolta del leader ribelle Qiang. Fu ricompensato con 9 000 rotoli di seta pregiata per i suoi servigi, che distribuì ai suoi colleghi e subordinati. Alla fine divenne magistrato di contea nella Commanderia di Yanmen, comandante di divisione nella Commanderia di Shu, colonnello a Wu e Ji nelle Regioni Occidentali, ispettore della provincia di Bing e amministratore della Commanderia di Hedong.
Dong Zhuo fu inviato per sedare la ribellione dei Turbanti Gialli nel 184 dopo alcune promozioni successive, ma fu sconfitto dai ribelli e retrocesso. Quando si verificò la ribellione della provincia di Liang e i barbari si ribellarono con i signori locali Han Sui e Bian Zhang, Dong fu reintegrato e inviato per sopprimere i ribelli. Durante una battaglia con le tribù Qiang, l'esercito numericamente inferiore di Dong Zhuo fu spinto verso un fiume che ne bloccò la fuga. Per evitare che il suo esercito venisse messo in rotta dal nemico, Dong ordinò alle sue truppe di arginare il fiume e fingere di pescare nel bacino artificiale. Quando sfuggirono all'attenzione del nemico, inviò i suoi uomini ad attraversare il corso d'acqua inferiore prosciugato e rompere la diga per contrastare eventuali inseguimenti successivi da parte del nemico. Nonostante non riuscì a sconfiggere i ribelli, l'unità di Dong fu l'unica che rimase indenne.
Dong Zhuo ricevette il titolo di "Generale che Distrugge i Caitiff" nel 185 e Generale del Van nel 188. Fu promosso governatore della provincia di Bing, ma si rifiutò di assumere il suo nuovo incarico poiché non era disposto a lasciare i suoi uomini.
Rendendosi conto che il potere della dinastia Han andava calando, Dong scelse di stabilirsi nella provincia di Liang e rafforzare il suo potere. A quel tempo, un ufficiale militare Han, Sun Jian, suggerì al suo superiore che l'arroganza e l'insubordinazione di Dong nei confronti della corte gli avrebbero causato una condanna a morte, ma il suo consiglio rimase inascoltato.

### Ascesa al potere
Dopo la morte dell'Imperatore Ling di Han nel 189, il generale in capo He Jin ordinò a Dong Zhuo di guidare le truppe a Luoyang per aiutarlo a eliminare la fazione nota come i Dieci Eunuchi. Prima che Dong potesse arrivare, He Jin fu assassinato dagli eunuchi e la capitale cadde in uno stato di agitazione, del quale gli eunuchi approfittarono per prendere in ostaggio Liu Bian (l'imperatore Shao) e fuggire da Luoyang. L'esercito di Dong Zhuo intercettò gli eunuchi e riportò l'imperatore al palazzo.
Allo stesso tempo, il fratellastro di He Jin, il generale dei carri e della cavalleria He Miao (何 苗), fu ucciso dai suoi subordinati dopo essere stato accusato di collusione con gli eunuchi.
Dopo essere arrivato a Luoyang, Dong Zhuo si rese conto che i suoi 3000 uomini non erano uguali alle numerose truppe dentro e intorno alla capitale. Dong ordinò ad alcuni del suo esercito di uscire di notte e rientrare in città all'alba, facendo così sembrare che stesse ricevendo rinforzi. Dong prese quindi il comando delle forze abbandonate di He Jin e He Miao, e convinse Lü Bu, un formidabile guerriero, a unirsi ai suoi ranghi.
Sempre nel 189, Dong depose l'imperatore Shao (che sarebbe poi stato ucciso per sua mano insieme alla madre) e lo sostituì con il fratello Xian, e si proclamò inoltre cancelliere e divenne capo del tribunale a Luoyang. Tuttavia, come affermato da Rafe de Crespigny, la "condotta di Dong Zhuo verso la corte e gli ufficiali imperiali era prepotente, opprimente e spesso sanguinosa". Oltre che a far uccidere i suoi avversari e coloro che erano in disaccordo con lui, Dong Zhuo ruppe anche il protocollo: teneva la spada in presenza dell'imperatore, dormiva nel suo letto, indossava scarpe nella corte, e soprattutto camminava sempre in presenza dell'imperatore (perché era destinato al trotto). Il comportamento generale di Dong Zhuo spinse Yuan Shao a formare un esercito in opposizione all'autorità militare di Dong Zhuo.

### Coalizione contro Dong Zhuo

#### Ritirata a Chang'an
Nello stesso anno, funzionari regionali e signori della guerra di tutto il paese formarono una coalizione guidata da Yun Shao e lanciarono una campagna punitiva contro Dong Zhuo. Questi rispose con un distaccamento per intercettare l'avanguardia della coalizione guidata da Sun Jian e ordinò a suo genero, Niu Fu, di fornire alla fortezza di Mei razioni per 30 anni. Dopo che i suoi subordinati Hua Xiong, Hu Zhen e Lu Bu furono sconfitti da Sun Jian a Yangren, Dong Zhuo inviò Li Jue a proporre un matrimonio tra il figlio di Sun e la figlia di Dong, per dividere l'impero tra le due famiglie. Sun Jian rifiutò e si preparò ad attaccare Luoyang.
Dong evacuò la città e ne trasferì la popolazione, tra cui l'Imperatore e la sua corte, a Chang'an, ad ovest, ma prima ordinò alle sue truppe di saccheggiare le tombe dei defunti imperatori Han in cerca di tesori, sequestrare oggetti di valore dai ricchi residenti di Luoyang e bruciare i palazzi e qualsiasi cosa potesse essere utile alla coalizione. Quindi radunò le sue forze in città e le condusse personalmente a tendere un'imboscata all'esercito in avvicinamento, ma l'imboscata di Dong fallì e il suo esercito fu respinto da Sun Jian. Dong ordinò quindi a Lu Bu di guidare una forza di cavalleria in città per fermare l'avanzata di Sun prima che partisse per Mianchi. Sun Jian sfondò una delle porte orientali e sconfisse Lu Bu, conquistando la città.

#### Sconfitta della coalizione
Nonostante avesse conquistato Luoyang, la città era stata così pesantemente danneggiata che Sun Jian scelse di ritirarsi piuttosto che tentare di difenderla.
Dong Zhuo mandò allora i suoi generali Li Jue, Guo Si e Zhang Ji in prima linea contro i signori della guerra orientali. A questo punto la coalizione era già caduta nel caos e nel battibecco interno, benché gli unici che si opposero attivamente a Dong erano l'alto ufficiale imperiale, Zhu Jun, e il suo vecchio amico, Tao Qian. Tao, benché alleato di Dong, inviò 3 000 truppe d'élite da Danyang per aiutare Zhu nella battaglia con le forze di Dong a Zhongmu, ma Zhu fu sconfitto. Li Jue e i suoi compagni fecero quindi irruzione nell'area circostante intorno a Chenliu e Yingchuan per cercare schiavi. Il morale tra i soldati alleati era basso a causa delle notizie sulle modalità di tortura dei prigionieri di Dong Zhuo: venivano infatti legati con vestiti inzuppati di grasso e il fuoco veniva appiccato ai loro piedi, e le loro teste venivano lasciate libere perché Dong godesse delle loro urla e guardasse le loro espressioni mentre venivano torturati.

### Governo del terrore
Due mesi dopo aver trasferito la capitale, Dong Zhuo riprese il titolo di Gran Maestro, un titolo antico una volta reintrodotto da Wang Mang, ma demolito nell'Han orientale. Nominò suo fratello minore Dong Min generale della sinistra e conferì incarichi ufficiali a molti dei suoi parenti.
Dong Zhuo era solito organizzare sontuosi banchetti durante i quali venivano eseguite torture sui nemici catturati, come il taglio di arti, la rimozione di lingue e bulbi oculari o l'essere bruciati vivi. Si diceva che il suo pubblico si trovasse molto a disagio.
Dato che Yuan Shao era divenuto leader della coalizione contro di lui, Dong Zhuo fece spazzare via l'intero clan Yuan a Luoyang. In meno di due anni, migliaia di dipendenti pubblici furono accusati e giustiziati ingiustamente, e numerosi cittadini comuni furono rapiti o uccisi. Al fine di acquistare materiali per l'ulteriore sviluppo della cittadella Mei, fece fondere campane e statue di bronzo, tra le quali nove dei Dodici Colossi di Metallo, utilizzandoli per fabbricare monete. Le monete non avevano tuttavia tutte lo stesso peso, con il risultato che tutto il denaro contante in rame risultò svalutato.

### Caduta e morte
Dong Zhuo mantenne Lü Bu come guardia del corpo personale e lo adottò come figlio. Tuttavia, dopo una discussione, Dong lanciò un'accetta a Lü Bu, che schivò l'arma. Anche il rapporto di Lu Bu con Dong Zhuo si indebolì ulteriormente quando questi stabilì una relazione con una donna dell'harem di Dong.
Nel 192, incoraggiato dal ministro degli Interni Wang Yun, Lu Bu prese la decisione di uccidere Dong Zhuo. Una mattina, Lü salutò Dong al cancello del palazzo con una dozzina di uomini fidati guidati dal capitano della cavalleria Li Su. Li si fece avanti e accoltellò Dong. Questi gridò a Lü Bu di salvarlo, ma egli disse "Questo è un ordine imperiale", e sferrò un colpo fatale a Dong. Si racconta che il cadavere del tiranno fu lasciato per le strade con uno stoppino acceso posto sull'ombelico, che bruciò per diversi giorni sul grasso del cadavere; si diceva che la luce della fiamma fosse paragonabile allo splendore del sole. Un ordine speciale stabiliva che chiunque fosse andato a raccogliere il corpo sarebbe stato ucciso; tre funzionari, tra cui Cai Yong, ignorarono l'ordine e furono giustiziati. Nel frattempo, tutti gli affiliati del clan Dong, inclusa la madre novantenne di Dong, furono messi a morte.

## Eredità
Dopo la morte di Dong Zhuo, molti dei suoi seguaci, come Li Jue, Guo Si, Zhang Ji e Fan Chou, fuggirono convinti che la loro fedeltà a lui sarebbe stata considerata tradimento. Wang Yun, che aveva preso il controllo del governo, ascoltò il loro appello per il perdono e disse: "Di tutti quelli che dovrebbero essere perdonati, loro sono le eccezioni". I quattro allora progettarono di abbandonare le loro posizioni e di nascondersi, ma un consigliere di nome Jia Xu suggerì che avrebbero dovuto cogliere questa opportunità per lanciare un attacco a Chang'an, poiché la fazione Liang era praticamente indenne. I quattro richiamarono quindi diverse migliaia di uomini per attaccare Chang'an. Wang inviò Xu Rong e Hu Zhen (ex membri della fazione Liang) per combattere l'esercito Liang lungo il percorso, ma Xu venne ucciso nel primo incontro e Hu si unì ai ribelli, gonfiando le dimensioni del loro esercito a 100 000 quando circondarono la capitale. Lü Bu tentò di rompere l'assedio, ma fu sconfitto fuori dalle porte della città, e così Chang'an cadde nelle mani dei seguaci di Dong Zhuo. L'imperatore Xian fu preso in ostaggio e il potere alla corte cadde nuovamente nelle mani della fazione Liang.